# Quincy Center (MBTA-Station)
Quincy Center ist der Name einer U-Bahn-Station der Massachusetts Bay Transportation Authority (MBTA) im Zentrum von Quincy im Bundesstaat Massachusetts der Vereinigten Staaten. Sie bietet Zugang zum Braintree-Zweig der Linie Red Line, zu Pendlerzügen der MBTA Commuter Rail und zum CapeFLYER.

## Geschichte
Die Station Quincy Center wurde im Stil des Brutalismus errichtet und gemeinsam mit den Stationen North Quincy und Wollaston im Jahr 1971 eröffnet.

## Bahnanlagen

### Gleis-, Signal- und Sicherungsanlagen
Der U-Bahnhof verfügt über drei Gleise, die über einen Mittelbahnsteig (Red Line) und einen Seitenbahnsteig (Commuter Rail) zugänglich sind.

### Gebäude
Der U-Bahnhof befindet sich an der Adresse 1300 Hancock Street at Washington Street. Er ist vollständig barrierefrei zugänglich. 

## Umfeld
An der Station besteht eine Anbindung an 15 Buslinien der MBTA. Das Parkhaus über der Station wurde aufgrund von Baufälligkeit am 4. Juli 2012 geschlossen, eine Wiedereröffnung ist nicht vorgesehen.